# Пасјача (ТВ серија)
Пасјача је српска ТВ серија у режији Марка Манојловића, која се од 10. фебруара 2025. године премијерно емитовала на Суперстар ТВ.

## Радња
Никола, разочарани идеалиста и наставник у основној школи у Београду, води мукотрпан живот без наде да ће преболети бившу вереницу, уз своје разуларене ученике и чињеницу да још увек живи са родитељима, све док једног дана не добије изненадни предлог мистериознe адвокатице Аните. Она му нуди да се пресели у село у источној Србији и тамо ради као наставник, за знатно већу плату и са знатно мање ученика - као део пројекта обнове села у који је њен клијент уложио. Упркос чињеници да се она појавила ниоткуда и његовој сумњи да је договор исувише добар да би био истинит, Никола схвата да му се живот неће променити и он прихвата понуду.
Убрзо по доласку у сеоски хотел његове сумње изгледају све оправданије, јер од самог почетка наилази на неколико препрека - становници су непријатељски расположени и одбијају да сарађују, деца га се боје и избегавају да иду у школу, а село делује много изолованије него што је очекивао, укључујући то да нема телефонског пријема или контакта са другим људима.
Убрзо почиње да сумња да су и други гости хотела - доктор Марко, његова супруга Софија и њихов син Виктор такође доведени на село на исти чудан начин. Да ствар буде гора, његову самоћу убрзо прати растућа параноја када схвати да директор хотела Ненад шпијунира госте и прати их.
Никола сматра да би вероватно изгубио сваки додир са стварношћу да нема Луције, опуштене, веселе антрополошкиње која долази у село да ради истраживање за своју докторску тезу, која се бави великим етнолошким открићима на овим просторима. Иако њени поступци непрестано отежавају Николин живот, њена безбрижна, али одлична природа тера га да се заљуби у њу и њих двоје развијају неку врсту везе....

## Улоге
| Глумац                 | Улога                             |
| ---------------------- | --------------------------------- |
| Марко Јанкетић         | Никола Илић                       |
| Јована Гавриловић      | Луција Првановић                  |
| Немања Оливерић        | Марко                             |
| Дубравка Ковјанић      | Маријана                          |
| Анита Манчић           | Јована Првановић                  |
| Иван Стојчић           | Виктор                            |
| Милица Јаневски        | Јасна                             |
| Нина Нешковић          | Софија                            |
| Миодраг Радоњић        | Влада                             |
| Миодраг Драгичевић     | Јаснин мали                       |
| Марко Јањић            | Ален                              |
| Лана Пешут             | Ана                               |
| Нађа Пешут             | Марија                            |
| Наташа Марковић        | Јаглика                           |
| Вук Герум              | Лазар Марић                       |
| Вук Банковић           | Стефан Марић                      |
| Роберт Топаловић       |                                   |
| Андрија Филиповић      |                                   |
| Виктор Јанковић        |                                   |
| Александар Ђурица      | Воја Марић                        |
| Ненад Хераковић        | Богољуб Марић                     |
| Теодор Винчић          | Лука                              |
| Ивана Аџић             | Борка                             |
| Александра Вељковић    | Ђурђа                             |
| Јана Михаиловић        | Вида                              |
| Борис Миливојевић      | Просјак Бранислав                 |
| Саша Бјелић            | председник општине                |
| Милутин Милошевић      | Луцијин дечко Олег                |
| Милена Живановић       |                                   |
| Луна Пилић             | млада Анка                        |
| Горан Шушљик           | друид Анук                        |
| Катарина Гојковић      | Анита                             |
| Никола Којо            | Професор Бранислав, старији Горан |
| Александар Вучковић    | Ненад, Милан                      |
| Марија Опсеница        | Анка                              |
| Стефан Вукић           | Страхиња                          |
| Небојша Илић           | Дарио                             |
| Александар Глигорић    | Милутин Марић                     |
| Матија Ристић          | Алексеј Марић                     |
| Душан Павић            | Миша Марић                        |
| Миодраг Милованов      | Сима Марић                        |
| Новак Билбија          | Јова Марић                        |
| Добрила Стојнић        | Баба Вара                         |
| Горан Јевтић           | Славен                            |
| Јелена Пузић           | млада Јована                      |
| Срђан Милетић          | Судија                            |
| Стојан Ђорђевић        | Огњен                             |
| Марта Шћекић           | млада Јасна                       |
| Вујадин Милошевић      | полицијски инспектор              |
| Лазар Николић          | Конобар Јован                     |
| Бојана Ђурашковић      | девојка на рецепцији              |
| Аљоша Вучковић         | Николин отац                      |
| Свјетлана Кнежевић     | Николина мајка                    |
| Југослав Крајнов       | директор школе                    |
| Лазар Ђукић            |                                   |
| Мина Обрадовић         |                                   |
| Марко Павловић         | Илија                             |
| Даница Радуловић       | Докторка                          |
| Вања Милачић           | Дариова жена                      |
| Миодраг Крстовић       | Слободан                          |
| Драгомир Пешић         |                                   |
| Јадранка Селец         | Маркова мајка                     |
| Славиша Чуровић        | Славко                            |
| Биљана Малетић Заверла | Вера                              |
| Огњен Вукадиновић      |                                   |
| Саша Ђурашевић         |                                   |
| Стефан Кресовић        |                                   |
| Владимир Јоргић        |                                   |
| Иван Томашевић         |                                   |
| Милош Георгиев         |                                   |
| Зоран Живковић         | командир полиције                 |
| Aлександра Стојановић  |                                   |
| Синиша Васић           | Дариов телохранитељ               |
| Небојша Ђорђевић       |                                   |
| Исидора Рајковић       | Зорица                            |
| Ина Лалатовић          |                                   |
| Ивона Момировић        |                                   |
| Милан Поповић          |                                   |
| Маја Јанковић          |                                   |
| Александар Михаиловић  | лекар                             |
| Aна Бретшнајдер        |                                   |
| Даница Станковић       |                                   |
| Јелена Рајић           | др Милана                         |
| Владан Јаковљевић      |                                   |
| Тања Поповић           |                                   |
| Биљана Михајловић      |                                   |
| Aлександар Алексић     |                                   |
| Биљана Михајловић      |                                   |
| Бојан Вељовић          |                                   |
| Јулија Петковић        |                                   |
| Тамара Радовановић     | службеница у дому                 |
| Романа Ћеран           |                                   |
| Биљана Кескеновић      |                                   |
| Данило Иванишевић      |                                   |
| Страхиња Марковић      |                                   |
| Владан Милић           | Синиша                            |
| Милан Милошевић        |                                   |
| Владимир Тешовић       |                                   |
| Владимир Влајић        |                                   |
| Maja Ранђић            |                                   |
| Андрија Даничић        |                                   |
| Бојан Хлишч            |                                   |
| Иван Јанковић          |                                   |
| Гордана Ђокић          |                                   |
| Никола Станковић       |                                   |
| Александар Трнчић      |                                   |
| Дејан Цицмиловић       |                                   |
| Предраг Коларевић      |                                   |
| Ивица Тодоровић        |                                   |
| Ненад Гвозденовић      |                                   |
| Mирко Марковић         |                                   |
| Владимир Вучковић      |                                   |
| Александар Баошић      |                                   |
| Вујадин Милошевић      |                                   |
| Милош Лазаров          |                                   |
| Зоран Карајић          |                                   |